# Julie Leth

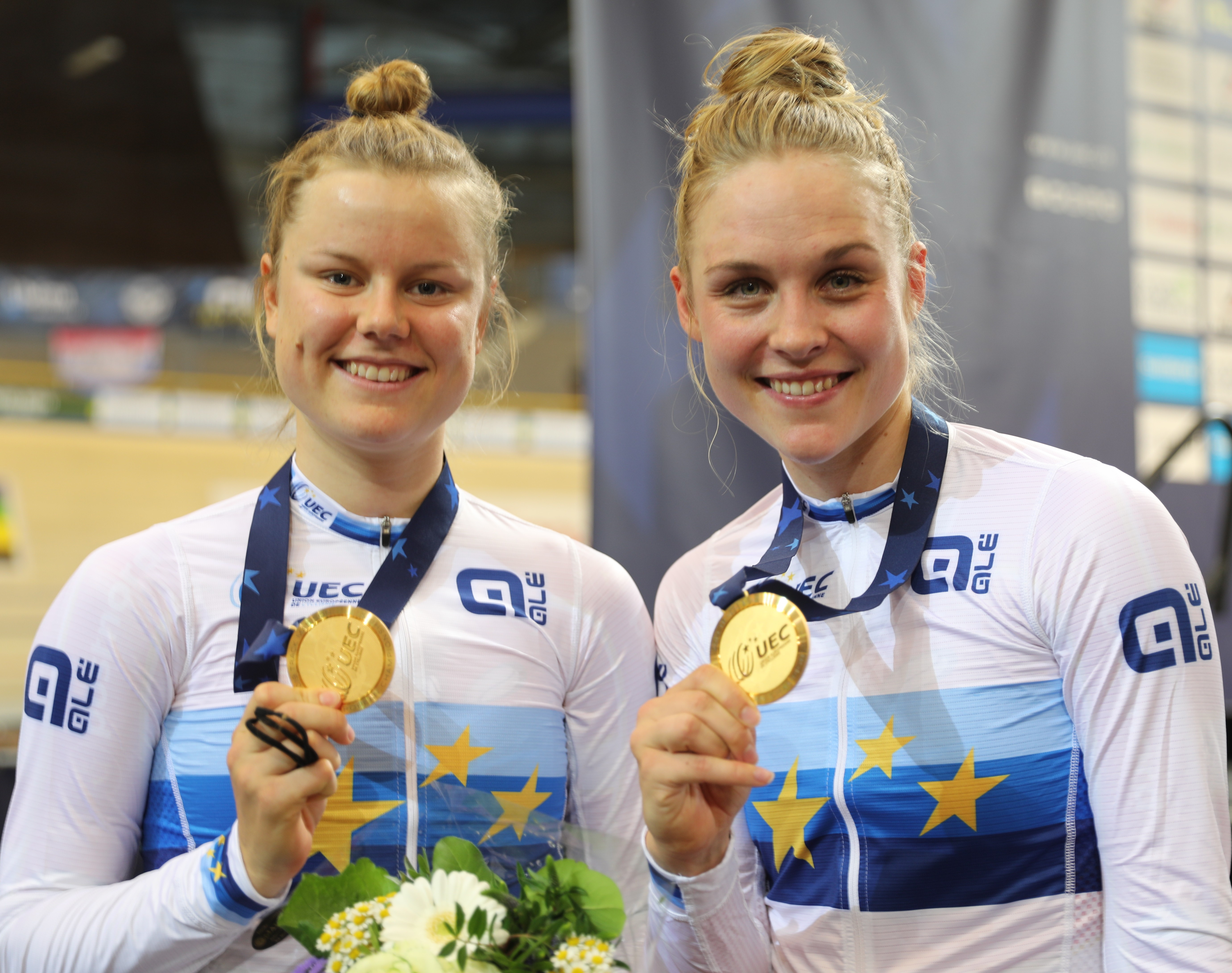
2018 und 2019 Europameisterinnen im Zweier-Mannschaftsfahren: Julie Leth (r.) und Amalie Dideriksen

Julie Norman Leth (* 13. Juli 1992 in Mårslet, Aarhus Kommune) ist eine ehemalige dänische Radrennfahrerin, die Rennen auf Straße und Bahn bestritt.

## Sportliche Laufbahn
2007 wurde Julie Leth dänische Junioren-Meisterin im Straßenrennen. 2008 errang sie den nationalen Titel der Juniorinnen im Scratch und wurde dreimal Vize-Meisterin, im Einzelzeitfahren, im Sprint sowie in der Einerverfolgung. 2009 wurde sie dreifache dänische Meisterin, im Scratch, im Sprint und in der Verfolgung, 2010 wurde sie vierfache Meisterin. Bei den Bahn-Weltmeisterschaften im selben Jahr wurde sie Neunte im Scratch und 19. im Punktefahren. 2011 sowie 2014 wurde sie dänische Meisterin im Straßenrennen der Frauen.
Nachdem Leth weitere nationale Titel auf der Bahn errungen hatte, wurde sie 2018 gemeinsam mit Amalie Dideriksen Europameisterin im Zweier-Mannschaftsfahren und im Jahr darauf erneut. Ebenfalls 2019 errangen Leth und Dideriksen in derselben Disziplin bei den Weltmeisterschaften die Bronzemedaille. Mit Trine Schmidt siegte sie im Zweier-Mannschaftsfahren 2019 beim Lauf des Weltcups in Hongkong. Bei den  Olympischen Spielen in Tokio errang sie mit Dideriksen die Silbermedaille im Zweier-Mannschaftsfahren. Bei den Bahnweltmeisterschaften 2022 gewann sie zwei Medaillen, Silber im Punktefahren sowie Bronze im Zweier-Mannschaftsfahren (mit Dideriksen).
Bei den Olympischen Spielen 2024 in Paris wurde Leth gemeinsam mit Amalie Dideriksen Sechste im Zweier-Mannschaftsfahren. Bei den Bahnweltmeisterschaften im selben Jahr vor heimischen Publikum in der Ballerup Super Arena gewann sie Gold im Punktefahren und mit Dideriksen Gold im Zweier-Mannschaftsfahren. Anschließend beendete sie nach einer feierlichen Verabschiedung ihren Rücktritt vom Leistungsradsport.

## Privates
Im Oktober 2022 heiratete Leth ihren Mannschaftskollegen Lasse Norman Hansen. Beide heißen seitdem mit Nachnamen Norman Leth. Im Mai 2023 bestritt sie ihre vorerst letzten Rennen, da sie schwanger war. Sie trainierte aber weiterhin regelmäßig und betonte ihre Ambitionen, bei den Olympischen Spielen 2024 in Paris zu starten. Im Februar 2024 wurde sie Mutter eines Sohnes und konnte wie geplant in Paris starten, wo sie mit Amalie Dideriksen im Zweier-Mannschaftsfahren Platz sechs belegte.

## Ehrungen
- 2024: Dänische „Radsportlerin des Jahres“[6]

## Erfolge

### Bahn
2007
- Dänische Junioren-Meisterin – Einerverfolgung

2008
- Dänische Meisterin – Scratch

2009
- Dänische Meisterin – Scratch, Einerverfolgung, Sprint

2010
- Junioren-Weltmeisterin – Punktefahren
- Dänische Meisterin – Einerverfolgung, Scratch, Punktefahren

2017
- Dänische Meisterin – Punktefahren

2018
- Europameisterin – Zweier-Mannschaftsfahren (mit Amalie Dideriksen)
- Weltcup in St-Quentin-en-Yvelines – Zweier-Mannschaftsfahren (mit Amalie Dideriksen)
- Dänische Meisterin – Omnium

2019
- Weltmeisterschaft – Zweier-Mannschaftsfahren (mit Amalie Dideriksen)
- Europameisterin – Zweier-Mannschaftsfahren (mit Amalie Dideriksen)
- Dänische Meisterin – Omnium
- Weltcup in Hongkong – Zweier-Mannschaftsfahren (mit Trine Schmidt)

2020
- Dänische Meisterin – Sprint, Omnium

2021
- Olympische Spiele – Zweier-Mannschaftsfahren (mit Amalie Dideriksen)
- Europameisterschaft – Zweier-Mannschaftsfahren (mit Amalie Dideriksen)

2022
- Europameisterschaft – Zweier-Mannschaftsfahren (mit Amalie Dideriksen)
- Weltmeisterschaft – Punktefahren
- Weltmeisterschaft – Zweier-Mannschaftsfahren (mit Amalie Dideriksen)

2023
- Nations Cup in Jakarta – Zweier-Mannschaftsfahren (mit Amalie Dideriksen)

2024
- Dänische Meisterin – Punktefahren, Zweier-Mannschaftsfahren (mit Amalie Dideriksen)
- Weltmeisterin – Punktefahren, Zweier-Mannschaftsfahren (mit Amalie Dideriksen)

### Straße
2010
- Dänische Junioren-Meisterin – Einzelzeitfahren

2011
- Dänische Meisterin – Straßenrennen

2014
- Dänische Meisterin – Einzelzeitfahren

2019
- GP Cham-Hagendorn